# セスト
セスト（イタリア語: Sesto ; ドイツ語: Sexten ゼクステン）は、イタリア共和国トレンティーノ＝アルト・アディジェ州ボルツァーノ自治県にある、人口約1,900人の基礎自治体（コムーネ）。

## 地理

### 位置・広がり
ボルツァーノ自治県の最東端に位置するコムーネである。
県の主要部からはアルプスの分水界を東に越えた位置にあり、町域を流れるドラーヴァ川はドナウ川水系の支流である。

#### 隣接コムーネ
隣接するコムーネは以下の通り。括弧内のBLはベッルーノ県、AT-7はオーストリアのチロル州所属を示す。
- アウロンツォ・ディ・カドーレ (BL)
- コメーリコ・スペリオーレ (BL)
- ドッビアーコ
- Kartitsch (AT-7)
- サン・カンディド
- Sillian (AT-7)

## 行政

### 分離集落
セストには、以下の分離集落（フラツィオーネ）がある。
- Ferrara (Schmieden), Monte di Mezzo (Mitterberg), Moso (Moos), Quiniga (Kiniger), San Giuseppe (Außerbaurschaft), San Vito (St. Veit)

## 住民

### 言語
| 言語集団調査（2011年） | 言語集団調査（2011年） | 言語集団調査（2011年） | 言語集団調査（2011年） | 言語集団調査（2011年） |
| ---------------------- | ---------------------- | ---------------------- | ---------------------- | ---------------------- |
|                        |                        |                        |                        |                        |
| ドイツ語               | ドイツ語               |                        | 95.37%                 | 95.37%                 |
| イタリア語             | イタリア語             |                        | 4.36%                  | 4.36%                  |
| ラディン語             | ラディン語             |                        | 0.27%                  | 0.27%                  |

2011年に行われた、住民がドイツ語・イタリア語・ラディン語のいずれの「言語集団」に属するかの調査によれば（ボルツァーノ自治県#言語集団調査参照）、住民の約95%がドイツ語話者である。

## 姉妹都市
- Sankt Veit in Defereggen、オーストリア
- ツェルマット、スイス